# Telstar in het seizoen 1976/77
Het seizoen 1976/1977 was het 14e jaar in het bestaan van de Velsense betaaldvoetbalclub Telstar. De club kwam uit in de Eredivisie en eindigde daarin op de 14e plaats. Tevens deed de club mee aan het toernooi om de KNVB Beker, hierin werd in de derde ronde, na verlenging, verloren van PEC Zwolle (1–2).

## Wedstrijdstatistieken

### Eredivisie
|       | Ajax  | FC Amsterdam | AZ '67 | Eindhoven | Feyenoord | Go Ahead Eagles | De Graafschap | FC Den Haag | Haarlem | NAC   | N.E.C. | PSV   | Roda JC | Sparta Rotterdam | FC Twente '65 | FC Utrecht | FC VVV |
| ----- | ----- | ------------ | ------ | --------- | --------- | --------------- | ------------- | ----------- | ------- | ----- | ------ | ----- | ------- | ---------------- | ------------- | ---------- | ------ |
| Thuis | 0 – 0 | 0 – 2        | 2 – 2  | 3 – 1     | 1 – 0     | 0 – 1           | 2 – 1         | 3 – 1       | 0 – 1   | 0 – 0 | 1 – 1  | 2 – 2 | 0 – 2   | 1 – 1            | 2 – 1         | 1 – 1      | 3 – 1  |
| Uit   | 4 – 0 | 1 – 1        | 5 – 1  | 1 – 0     | 3 – 1     | 3 – 1           | 0 – 0         | 1 – 1       | 0 – 1   | 3 – 1 | 2 – 2  | 5 – 2 | 2 – 1   | 3 – 1            | 3 – 0         | 3 – 1      | 0 – 0  |

### KNVB Beker
| 2e ronde                                         | Telstar                                            | 3 – 1 (3 – 0)                      | Vitesse                   |
| 21 november 1976 Plaats: Velsen Schoonenberg     | Dick Helling 30' Frank Kramer 37' Ton Kamphues 38' |                                    | 71' (pen.) Willy Veenstra |
| 3e ronde                                         | PEC Zwolle                                         | 2 – 1 (0 – 0, 0 – 0) Na verlenging | Telstar                   |
| 20 februari 1977 Plaats: Zwolle Oosterenkstadion | Ronald Hendriks 92' Tjeerd van 't Land 116'        |                                    | 94' Jos Jonker            |

## Statistieken Telstar 1976/1977

### Eindstand Telstar in de Nederlandse Eredivisie 1976 / 1977
| Stand | Gespeeld | Gewonnen | Gelijk | Verloren | Punten | Doelpunten voor | Doelpunten tegen |
| ----- | -------- | -------- | ------ | -------- | ------ | --------------- | ---------------- |
| 14e   | 34       | 7        | 12     | 15       | 26     | 35              | 57               |

### Topscorers
| #      | Naam             | Goal |
| ------ | ---------------- | ---- |
| 1.     | Co Stout         | 11   |
| 2.     | Frank Kramer     | 4    |
| 2.     | Gerard Staats    | 4    |
| 4.     | Ton Kamphues     | 3    |
| 4.     | Monne de Wit     | 3    |
| 6.     | Dick Helling     | 2    |
| 6.     | Paul Stam        | 2    |
| 8.     | Fred Bischot     | 1    |
| 8.     | Kees Kerkhof     | 1    |
| 8.     | Eddy Kraal       | 1    |
| 8.     | Jaap Staats      | 1    |
| 8.     | Jaap Visser      | 1    |
| 8.     | Arno Wellerdieck | 1    |
| Totaal | Totaal           | 35   |

| #      | Naam         | Goal |
| ------ | ------------ | ---- |
| 1.     | Dick Helling | 1    |
| 1.     | Jos Jonker   | 1    |
| 1.     | Ton Kamphues | 1    |
| 1.     | Frank Kramer | 1    |
| Totaal | Totaal       | 4    |

## Voetnoten
Ajax ·
FC Amsterdam ·
AZ '67 ·
Eindhoven ·
Feyenoord ·
Go Ahead Eagles ·
De Graafschap ·
FC Den Haag ·
Haarlem ·
NAC ·
N.E.C. ·
PSV ·
Roda JC ·
Sparta ·
Telstar ·
FC Twente '65 ·
FC Utrecht ·
FC VVV